# Gielniów (plaats)
Gielniów is een dorp in het Poolse woiwodschap Mazovië, in het district Przysuski. De plaats maakt deel uit van de gemeente Gielniów en telt 1100 inwoners.